# George Bellows

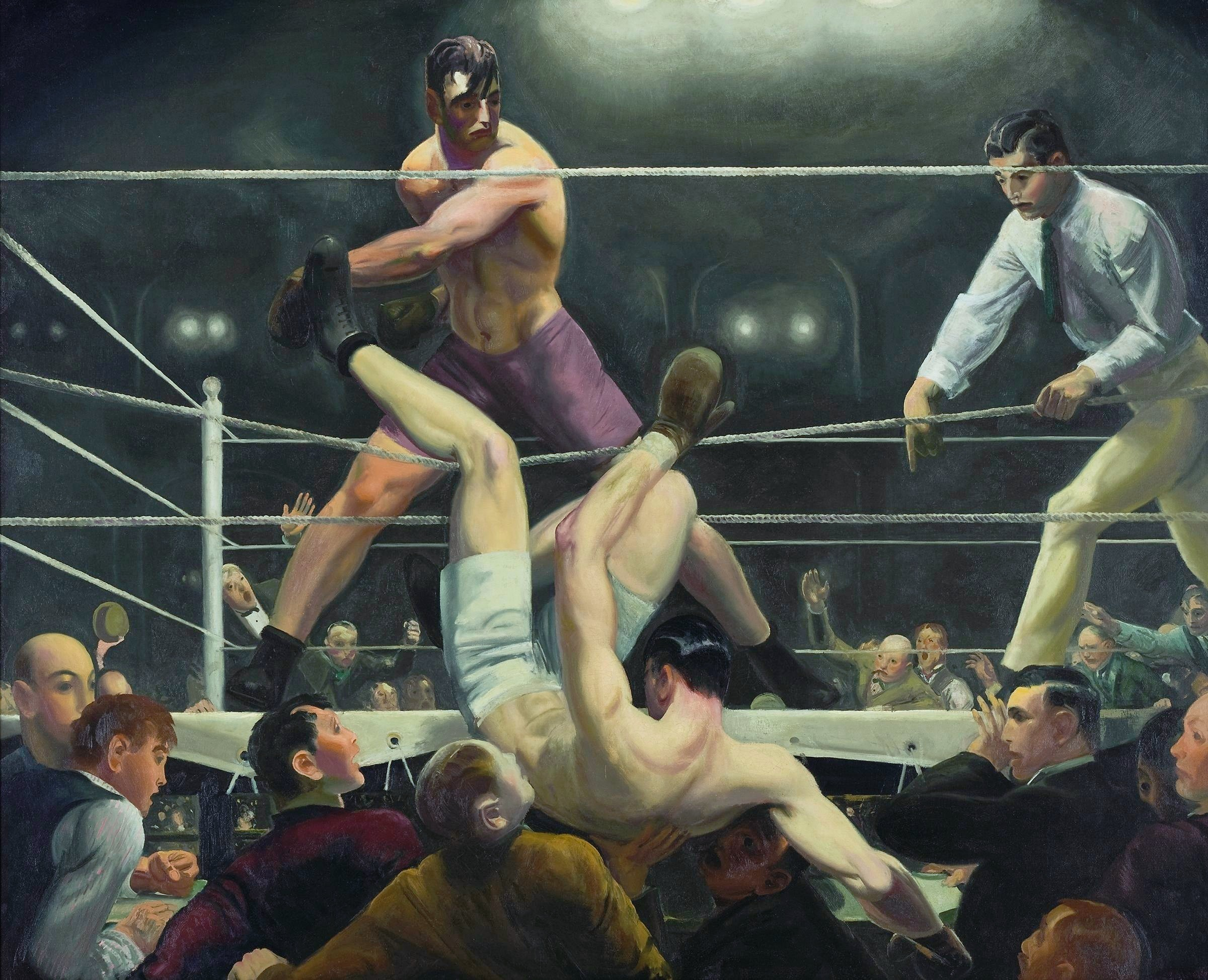
Dempsey i Firpo, 1924, Whitney Museum of American Art

George Wesley Bellows (ur. 12 lub 19 sierpnia 1882, Columbus, w Ohio, zm. 8 stycznia 1925 w Nowym Jorku) – amerykański malarz i litograf.

## Życiorys
Studiował na Uniwersytecie Stanowym w Ohio w latach 1901–1904, czynnie uprawiając baseball i koszykówkę. Naukę kontynuował w New York School of Art u Roberta Henri. Był luźno związany z grupą artystyczną Ashcan School zajmującą się ilustrowaniem życia współczesnego amerykańskiego społeczeństwa we wszystkich jego formach. Reprezentował tzw. miejski realizm o wyraźnie antyakademickim i antyelitarnym obliczu. Malował portrety, pejzaże i szczególnie popularne sceny brutalnych walk bokserskich. Jego prace nie komentowały przedstawianych osób i wydarzeń, jedynie precyzyjnie je przedstawiały, oddając jednocześnie atmosferę miejsc i emocje ludzi. Krytycy zaliczyli go do apostołów brzydoty, potępiając dosłowność i odejście od tradycyjnych kanonów malarstwa.
Bellows zaczął zdobywać popularność od 1908, gdy jego obrazy zaczęły pojawiać się na wystawach. W wieku 27 lat został członkiem stowarzyszonym National Academy of Design, otrzymując pełne członkostwo cztery lata później. Od 1916 aż do śmierci wydał serię około 200 litografii, w tym najbardziej znaną Dempsey i Firpo. Jego obrazy i grafiki znajdują się w zbiorach wielu amerykańskich muzeów sztuki, w tym National Gallery of Art w Waszyngtonie, Memorial Art Gallery Uniwersytetu w Rochester i Museum of Modern Art w Nowym Jorku.
Zmarł przedwcześnie w wyniku zaniedbania zapalenia wyrostka robaczkowego w 1925. Był żonaty, miał dwie córki. 